# Krasnogorski (Tscheljabinsk)
Krasnogorski (russisch Красного́рский) ist eine Siedlung städtischen Typs in der Oblast Tscheljabinsk (Russland) mit 13.624 Einwohnern (Stand 14. Oktober 2010).

## Geographie
Die Siedlung liegt im östlichen Vorland des südlichen Ural, gut 60 km Luftlinie südlich der Oblasthauptstadt Tscheljabinsk links des Ui-Nebenflusses Uwelka.
Krasnogorski gehört zum Rajon Jemanschelinsk und liegt knapp 20 km südlich von dessen Verwaltungszentrum Jemanschelinsk.

## Geschichte
Unmittelbar südlich der heutigen Siedlung, am jenseitigen Ufer der Uwelka, besteht seit 1832 das Dorf Krasnoje (bis 1919 Nikolajewka, heute Krasnosjolka). Mit der Entwicklung des Steinkohlebergbaus südlich von Jemanschelinsk ab Ende 1945 entstand eine Bergarbeitersiedlung. 
Der erste Kohletagebau (Krasnosjolski Nr. 7) nahm 1951 die Produktion auf; gleichzeitig wurden mehrere Schächte abgeteuft (Krasnosjolskaja und Kulljarskaja). Die Bergarbeitersiedlung erhielt am 15. Dezember 1952 den Status einer Siedlung städtischen Typs unter dem heutigen Namen (krasno- für rot- mit ideologischem Bezug auf den Namen des nahen Dorfes, -gorski hier mit Bezug auf den Bergbau, von gora für Berg).
Zunächst gehörte die Siedlung zum Rajon Uwelski. 1962 wurde sie der Verwaltung der Stadt Jemanschelinsk unterstellt, im Jahr 2006 dem gleichnamigen, im Rahmen der Verwaltungsreform in Russland wieder ausgegliederten Rajon.

### Bevölkerungsentwicklung
| Jahr | Einwohner |
| ---- | --------- |
| 1959 | 13.073    |
| 1970 | 14.385    |
| 1979 | 14.395    |
| 1989 | 15.393    |
| 2002 | 13.702    |
| 2010 | 13.624    |

Anmerkung: Volkszählungsdaten

## Wirtschaft und Infrastruktur
Nach Einstellung des Kohlebergbaus (zuletzt Zeche Kulljarskaja 1998) spielt Krasnogorski hauptsächlich eine Rolle als Zentrum eines Landwirtschaftsgebietes. Hier befinden sich der größte Schweinemastbetrieb der Oblast (errichtet ab 1971), ein Futtermittelwerk (eröffnet 1974) und verschiedene Betriebe der Lebensmittelindustrie.
Einige Kilometer südwestlich der Siedlung liegt die Station Krasnosjolka der auf diesem Abschnitt 1915 eröffneten Eisenbahnstrecke Tscheljabinsk – Troizk – Orsk (Streckenkilometer 53 ab Poletajewo, wo sie unweit Tscheljabinsk vom Südzweig der Transsibirischen Eisenbahn abzweigt).
Östlich wird Krasnogorski von der Fernstraße M36 umgangen, die von Jekaterinburg über Tscheljabinsk und Troizk zur kasachischen Grenze in Richtung Qostanai führt.